# Bebil
Bebil (auch Bobilis und Gbigbil) ist eine Bantusprache und wird von circa 6000 Menschen in Kamerun gesprochen (Zensus 1991). Sie ist im Département Lom-et-Djérem in der Region Est verbreitet.

## Klassifikation
Bebil ist eine Nordwest-Bantusprache und gehört zur Yaunde-Fang-Gruppe, die als Guthrie-Zone A70 klassifiziert wird.